# Беляев, Иван Петрович (пограничник)
Иван Петрович Беляев (1914 — 23 июня 1941) — заместитель политрука 4-й заставы 17-го Краснознамённого Брестского пограничного отряда (дислоцировался в Брестской крепости). 22 июня 1941 года, прикрывая отход погранотряда, был ранен, выдан предателем, расстрелян фашистами.

## Биография
Родился 1914 в селе Акимовка в семье крестьянина-бедняка.
Окончил 10 классов, с 1928 по 1934 год работал в колхозе «12 лет Октября», вступил в комсомол, правлением колхоза отправлен учиться на агронома.
С 1935 по 1938 год — учился в сельскохозяйственном техникуме, год работал агрономом в колхозе «Знамя Ленина».
В октябре 1939 года призван на срочную службу в РККА. Службы проходил на 4-й заставе 89-м погранотряда (позднее ставшего 17-м Краснознамённым погранотрядом) под Брестом. В первый же месяц был направлен на курсы заместителей политруков, по окончании курсов — заместитель политрука на той же заставе. С июля 1940 года член ВКП(б), партийный билет № 3562401.

## Подвиг
22 июня 1941 года — в первый день Великой Отечественной войны — 4-я пограничная застава была атакована немецко-фашистскими захватчиками. Начальник заставы, старший лейтенант И. Тихонов, организовал круговую оборону, после четырёх часов боя принял решение прорываться из окружения, прикрывать отход был оставлен заместитель политрука Иван Беляев. Когда кончились патроны, он, раненый, укрылся на чердаке одного из домов деревни Рудавец Брестской области.
23 июня 1941 года местный житель выдал его фашистам, в тот же день Иван Беляев был расстрелян на виду у всех жителей деревни.

Вы не можете представить себе картины расстрела… Стоит Иван Петрович у стенки. Он мужественно и смело смотрит на изготовившегося к его расстрелу врага. Кулак Романовский у него в ногах роет могилу… А он стоит с открытыми голубыми глазами, весь израненный и истекающий кровью, и говорит: «Я знаю, вы убьете меня, гады. Но не убьете то дело, за которое дрался! Прощайте, товарищи! На Буг мы придем! Коммунизм победит!» … У него и отца расстреляли колчаковцы, и старшего брата убило кулачье в тридцатом году… Вот здесь он был расстрелян и похоронен.— свидетель расстрела Елена Андреевна Ковалёва
По донесению послевоенного периода, датированному 1946 годом — «можно считать пропал без вести в июне 1941 года».
После войны судьба и место захоронения героя были установлены, в 1960 году перезахоронен в братской могиле в деревне Ставы Каменецкого района Брестской области.

## Память
В центральной газете «Правда» от 3 октября 1967 года была опубликована статья «Герой остаётся в строю».
В 1967 году 8-я пограничная застава «Огородники» получила имя заместителя политрука 4-й заставы 17-го КПО Ивана Петровича Беляева.
На здании заставы установлена мемориальная доска с надписью:

«Здесь в 1941 года Заместитель политрука заставы Беляев Иван Петрович проявил мужество и отвагу в борьбе с фашистскими захватчиками. Герой-пограничник пал смертью храбрых в неравном бою».
В 1971 году на заставе был открыт памятник И. П. Беляеву.
В 1972 году стела с барельефом И. П. Беляева установлена среди восьми стел Мемориала «Стражам границ» в Бресте.
В 1972 году одна из улиц города Высокое Брестской области была названа именем И. П. Беляева.
В селе Акимовка на мемориальной плите среди фамилий земляков, погибших на фронте, указан и Иван Петрович Беляев.
Фотография И. П. Беляева представлена в экспозиции Музея Обороны Брестской крепости; имеется его изображение на групповой фотографии командиров 4-й пограничной заставы 1941 года.

## Другой Беляев И. П
Изначально бюст установленный на заставе — был «срисован» с другого Беляева И. П. — уроженца села Дивное Ставропольского края. В этом селе назвали улицу в честь героя. А жителям села была дана официальная справка, что «старшина Беляев Иван Петрович, 1916 года рождения, захоронен в братской могиле № 9 д. Ставы Каменецкого района» — явно ошибочная, так как по документам там захоронен Беляев И. П. 1914 года рождения.
Ошибка произошла ещё в 1960-х годах во время установки личности героя:

Наиболее «подходящих по биографии» Беляевых оказалось два человека. Устанавливать, кто же из них «тот самый», стали с помощью жительницы д. Рудавец, которая сказала, что дружила с «пограничником Беляевым». Из нескольких разложенных перед ней фотографий, она выбрала одну.
Она указала на Беляева из Дивного. Но позже по документам установили, что этот Беляев на заставе не служил… заместитель политрука 4-й заставы Беляев — из Акимовки; бюст был заменён.
А уроженец села Дивное «Иван Петрович Беляев — 1916 г. р., в 1936 году окончивший педагогическое училище, и в 1939 году призванный в РККА» в августе 1941 года пропал без вести, и таковым числился после войны, а по немецким источникам — попал под Барановичами в плен, и был в лагере Шталаг IV H (304). Его судьба остаётся неизвестной. Улица в селе Дивном носит его имя.